# Euseboides plagiatoides
Euseboides plagiatoides är en skalbaggsart som beskrevs av Stefan von Breuning 1950. Euseboides plagiatoides ingår i släktet Euseboides och familjen långhorningar. Inga underarter finns listade i Catalogue of Life.